# Chapelle Saint-François de Neuville-lès-Dieppe
La chapelle Saint-François est située à Neuville-lès-Dieppe, ancienne commune aujourd'hui un quartier de Dieppe. Elle est dédiée à saint François d'Assise, saint patron des pauvres. 
La chapelle est une œuvre architecturale du XXe siècle.

## Historique

### Le patronage franciscain
Le patronage de la chapelle Saint-François est aussi dû au passage des pères franciscains, pauvres parmi les pauvres comme leur fondateur. Elle dépend des franciscains pendant une vingtaine d'années consécutives à sa création.

### Leur rôle modeste à Dieppe
Les franciscains sont relativement peu présents à Dieppe contrairement aux sœurs augustines de la Miséricorde, cela vient du fait que Dieppe fut longtemps un port prospère, or les franciscains s'installent là où sont les pauvres pour les servir comme se plaisait à souligner le penseur franciscain Éloi Leclerc au XXe siècle dans son ouvrage François d'Assise : retour à l'évangile paru en 1981.

## Description

### Allure générale
Elle comprend de nombreuses peintures murales et mosaïques sur le mur fait en bêton armé. Elle est située sur la place Henri Dunant en plein cœur du quartier de Neuville-les-Dieppe.

### Les fresques extérieures
Les fresques extérieures relatent les scènes des Évangiles et la vie de saint François d'Assise. Elles sont dues à l'artiste Pierre Métais. Ce peintre Dieppois fut récemment[Quand ?] mis à l'honneur par une exposition des peintres du colombiers, une école de peinture normande.